# 12の練習曲 作品8

第12番の冒頭。 左手部分の大きな跳躍を特徴とする。

「12の練習曲 作品8」（12のれんしゅうきょく さくひん8）は、アレクサンドル・スクリャービンが1894～95年に作曲したピアノ曲である。 
この曲集は、ショパンの練習曲を意識し、12曲でひとまとまりのものと考えていたことが、楽譜出版商のベリャーエフへの手紙から明らかである。しかし、異なる分割のリズムを同時に重ね合わさる〈ポリリズム〉や、異なる拍子が重ね合わさる〈ポリメートルム〉、拍の始まりがずらされる〈クロスフレーズ〉など、スクリャービンの独自性が発揮されている。
特に第12番は自作自演がピアノロールで残されているほか、ウラジーミル・ホロヴィッツがレパートリーとしたことで有名となった。この曲は異稿が残されており、死後に出版されている。

## 技術
- 第1番　嬰ハ長調　4分の4拍子　アレグロ　3部形式

3和音を、重音2つと単音1つの3連符に分解した音型が途切れることなく続けられる。
- 第2番　嬰ヘ短調　4分の4拍子　ア・カプリッチョ、コン・フォルツァ　3部形式

左手の3連符の分散和音と、右手の5連符によるポリリズムの練習曲。ときどき左手が4分割に、また右手が6分割になる。
- 第3番　ロ短調　8分の6拍子　テンペストーゾ　3部形式

オクターヴと単音が順番に繰り返されるパッセージが、右手と左手のそれぞれで演奏される。右手の3拍子と左手の2拍子が同時に重なり合うポリメートルムが現れるところがある。
- 第4番　ロ長調　4分の4拍子　ピアチェーヴォレ　3部形式

左手3（ときに4）と右手5によるポリリズムの練習曲。
- 第5番　ホ長調　4分の4拍子　アリオーゾ　3部形式

和音とオクターヴによって奏される練習曲。最初の8分音符で始まるパッセージは、再現するときには3連符で奏される。
- 第6番　イ長調　4分の3拍子　コン・グラツィーア　3部形式

6度の練習曲。
- 第7番　変ロ短調　右手4分の4拍子・左手8分の12拍子　プレスト・テネブローゾ・アジタート　3部形式

クロスフレーズの練習曲。
- 第8番　変イ長調　4分の3拍子　レント　3部形式

初恋の人ナターリア・セケリーナによせて書かれたことから「ナターリアのレント」とも呼ばれている。最初のソプラノの8分音符による旋律は、再現部では8分音符の3連符に、さらに16分音符となる。
- 第9番　嬰ト短調　4分の4拍子　アラ・バラータ　3部形式

オクターヴの練習曲。作品8の練習曲の中でもっとも規模の大きい作品である。
- 第10番　変ニ長調　8分の3拍子　アレグロ　2部形式

幅広い音域を休みなく動く左手の分散和音の上で、右手の長3度が奏される。この作品8の練習曲集ではほとんどの曲が3部形式であるが、この第10番だけが2部形式（AB・AB）である。最初は弱音で始まり、次第にクレッシェンドを繰り返し、最後の付近にクライマックスをもってくるという、曲全体を一つの大きなクレッシェンドとする構造になっている。
- 第11番　変ロ短調　4分の3拍子　アンダンテ・カンタービレ　3部形式

最初の8分音符の左手の伴奏が、再現部では分散和音となる。
- 第12番　嬰ニ短調　4分の4拍子　パテーティコ　3部形式

ときに4オクターヴの広い音域にわたる左手の分散和音と、右手のオクターヴを主とする旋律で始まる。再現部では、左手の分散和音が両手による和音の連打になる。